# Fjordbotn
Fjordbotn est une localité du comté de Troms, en Norvège.

## Géographie
Administrativement, Fjordbotn fait partie de la kommune de Gratangen.